# Cantó d'Aurpèira
El cantó d'Aurpèira és un cantó francès del departament dels Alts Alps, situat al districte de Gap. Té 7 municipis i el cap és Aurpèira.

## Municipis
- Estela Sant Cirici
- Lagrand
- Nossatge e Benevent
- Aurpèira
- Santa Colomba
- Saleon
- Trescléus

## Història
| Data d'elecció                           | Identitat       | Partit        | Qualitat |
| ---------------------------------------- | --------------- | ------------- | -------- |
| 1964-197.                                | M. Villard      | PCF           |          |
| 197.-1976                                | M. Martin       | Divers gauche |          |
| 1976-1994                                | Raymond Chauvet | PS            |          |
| 2001-2008                                | Georges Mas     | Divers gauche |          |
| 2008-                                    | Julie Ravel     | PS            |          |
| les dades anteriors no són pas conegudes |                 |               |          |
|                                          |                 |               |          |

| 1962 | 1968 | 1975 | 1982 | 1990 | 1999 | 2007  |
| ---- | ---- | ---- | ---- | ---- | ---- | ----- |
| 750  | 885  | 848  | 859  | 947  | 947  | 1.100 |